# Улица Йоханна Кёлера
Улица Йоханна Кёлера (эст. Johann Köleri tänav), также улица Кёлера — улица в Таллине, столице Эстонии.

## География
Пролегает в районе Кесклинн. Проходит через микрорайон Кадриорг. Начинается от пересечения улиц Аугуста Вейценберга и Лидии Койдула, пересекается с улицей Фридриха Роберта Фельмана, заканчивается тупиком.
На углу улиц Кёлера и Фельмана расположен Музей А. Х. Таммсааре.
Протяжённость улицы — 501 м.

## Названия улицы
Названия улицы согласно письменным источникам разных лет:

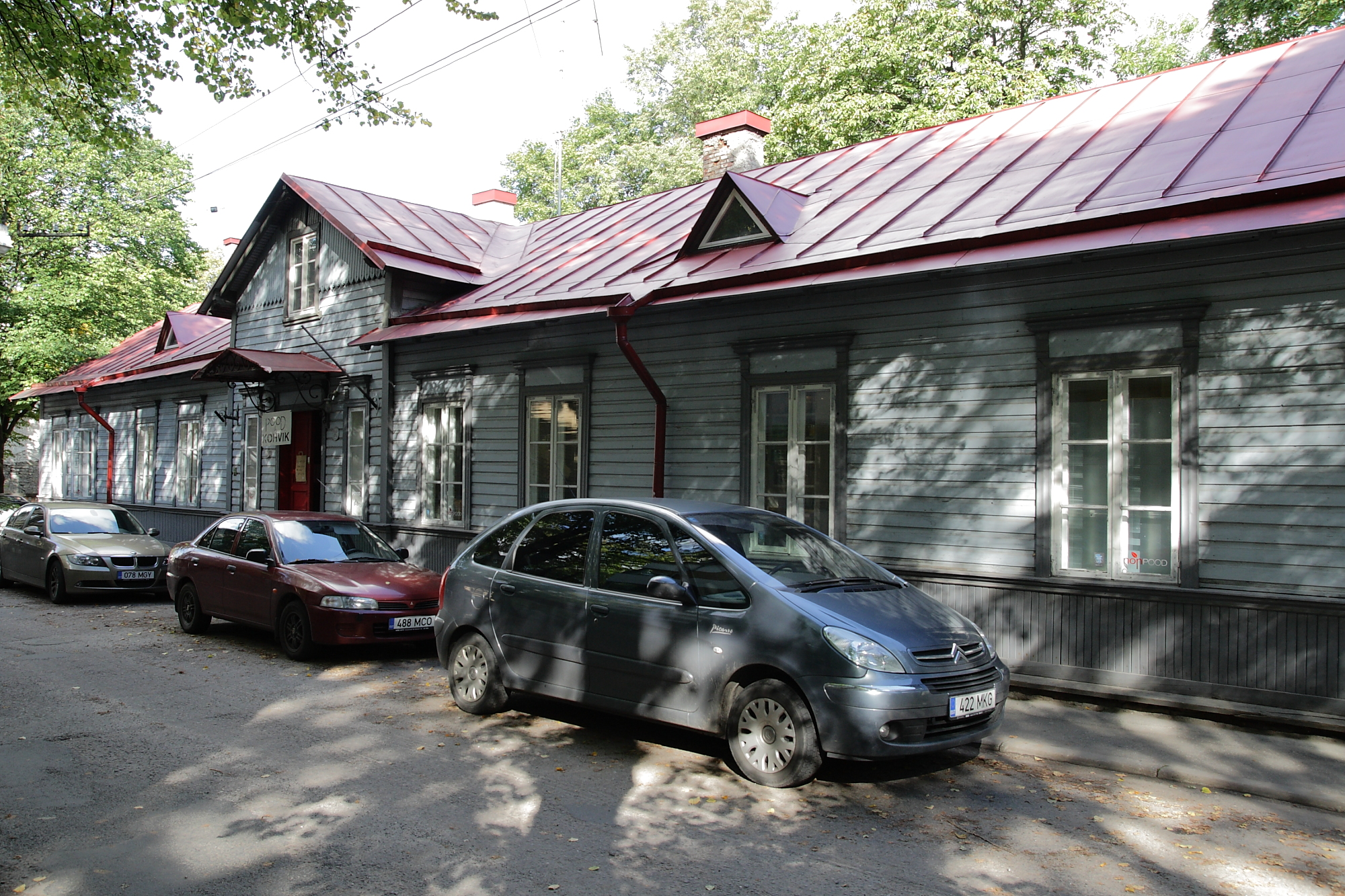
Улица Кёлера, дом 1 (построен в 1875 году). Кафе-магазин «NOP», 2011 год

- 1880 год — Малая Институтская улица, эст. Väike-Instituudi tänav, нем. Kleine Stiftstraße;
- 1882, 1907 годы — нем. Villenstraße;
- 1882, 1907, 1916 годы — Дачная улица, эст. Datši tänav, нем. Datschenstraße;
- 1908 год — эст. Suvemajade tänav,
- 1908, 1921 годы — эст. Datshi tänav;
- 1910, 1921—1923 годы — эст. Datsсhi tänav;
- 1923 год — эст. Köhleri tänav, название, принятое 17 января комиссией Таллинской горуправы;
- 1942 год — нем. Köhlerstraße.

Современное название улицы утверждено в 1938 году. Она названа в честь эстонского живописца, академика Императорской Академии художеств Йоханна Кёлера (Ивана Петровича Келлера).

## История и застройка
На рубеже XIX и XX веков в Кадриорге началось активное жилищное строительство: стали строить доходные дома, которые по размерам были больше летних дач и вилл, возводившихся здесь до этого, и располагались более плотно, чем те. На ранее незастроенном лугу между улицами Кёлера и Везивярава (ул. Кёлера 10, 12, 14, 16а и 16 и т. д.) в 1904—1906 годах были построены деревянные дома с представительными квартирами. Конец улицы Кёлера был застроен деревянными домами городского типа с каменными лестницами.
Проезжая часть улицы была вымощена гравием, а тротуары, как и повсюду в городе, были выложены крупными тёсанными известняковыми плитами, длина которых совпадала с шириной тротуара. Водосточные канавы по обеим сторонам дороги были вымощены булыжником. В тёмное время суток улица освещалась газовыми фонарями.
В годы Первой Эстонской республики в доме № 2 работала табачная фабрика «Кубана», в 1940 году объединённая с табачной фабрикой «Леэк».
На доме номер 23 в 1963 году была установлена памятная доска народному артисту Эстонской ССР Арно Сууроргу, который проживал в нём в 1946—1960 годах.
В настоящее время на улице в основном сохранилась застройка конца XIX века — первой трети XX века: одно-, двух- и трёхэтажные деревянные дома.
Общественный транспорт по улице не курсирует.

### История дома № 8
В 1930-х годах по адресу ул. Кёлера 8 был построен двухэтажный дом на высоком цоколе с четырьмя квартирами. В углу подвала Г-образного дома располагалась прачечная с отдельным входом, а задняя лестница дома обеспечивала доступ как на чердак, так и в подвал, а также в общественную ванную комнату с очень большой ванной и банной печью. В подвальной квартире в задней части дома жил дворник. Полы в квартирах были покрыты массивным паркетом или узорчатым линолеумом. Каждая квартира имела на цокольном этаже большое помещение с окном для хранения дров, угольных брикетов и крупных предметов, а также меньшее, размером примерно 2×2 метра, тёмное помещение с ящиками для хранения картофеля и овощей. Дорожка от улицы к входной двери вела через ухоженный палисадник. В те дни, когда из крана не текла вода, жители дома пользовались расположенным во дворе колодцем с ручным насосом.
Известные жители дома в отдельные годы первой половины XX века:
- Юри Яама[эст.], будущий главный архитектор Таллина и председатель Эстонского союза архитекторов;
- Ильмар Хейнсоо[эст.], будущий почётный консул Эстонской республики (правительство Эстонии в изгнании) в Канаде;
- Микк Микивер, будущий актёр театра и кино.

В настоящее время в доме располагается редакция журнала на эстонском языке «Kultuur ja Elu» («Культура и жизнь»). Журнал издаётся с 1958 года. После восстановления независимости Эстонии сохранил своё старое советское название, перешёл в частные руки и издаётся 4 раза в год, но его содержание полностью изменилось. Он стал военно-историческим журналом со статьями на культурные темы и историями об известных людях, но, по мнению многих жителей Эстонии, и, в частности, эстонского языковеда Урмаса Сутропа, предвзято и в одном направлении: на его страницах герои — это те, кто носил нацистскую форму. По мнению эстонского поэта, писателя и журналиста Вейко Мярка, Вторая мировая война, и особенно роль, которую в ней сыграли эстонцы, в статьях журнала превращена в «кривое зеркало».